# Аукшткеляй
Аукшткеляй (Aukštkeliai) — село у Литві, Каунаський повіт, Расейняйський район, Немакщяйське староство. Розташоване за 4 км від села Немакщяй. Селом протікає річка Шешувіс. 2001 року в Аукшткеляї проживало 150 осіб.

## Принагідно
- Вікімапія

| Литва | Це незавершена стаття з географії Литви. Ви можете допомогти проєкту, виправивши або дописавши її. |